# UMKS Kęczanin Kęty
Uczniowski Międzyszkolny Klub Sportowy Kęczanin Kęty – polski jednosekcyjny klub sportowy, założony w 2000 roku, prowadzący siatkarskie szkolenie dzieci i młodzieży w oparciu o klasy sportowe w szkołach PZ nr 10 Kęty i ZSG nr 2 Kęty, ZSG nr 1 w Kętach.. 
Drużyny klubu biorą udział w rozgrywkach we wszystkich kategoriach wiekowych. Drużyna seniorów od sezonu 2010/2011 uczestniczyła w rozgrywkach centralnych PZPS – II liga IV grupa rozgrywkowa. W sezonie 2011/2012 UMKS Kęczanin Kęty uczestniczył w rozgrywkach centralnych PZPS – II liga II grupa rozgrywkowa, którą zakończył na pierwszym miejscu. W dniach 18-20 maja 2012 w rozgrywanym hali OSiR w Kętach Turnieju Mistrzów II lig, UMKS Kęczanin Kęty zajął pierwsze miejsce i awansował do I ligi piłki siatkowej. Po przekazaniu licencji do gry w I lidze do KPS Kęty przed sezonem 2015/2016 w 2017 roku UMKS Kęczanin ponownie awansował do rozgrywek centralnych i gra w II lidze (grupa V). KPS Kęty, po jednym sezonie gry w I lidze pomimo utrzymania, wycofał się z rozgrywek ze względów finansowych. 
Od sezonu 2022/2023 w rozgrywkach II ligi centralnej występują zespoły mężczyzn i kobiet UMKS Kęczanin Kęty. 
W zespole kadetów UMKS, który zajął IV miejsce w Mistrzostwach Polski w 2007 roku występował Mateusz Mika (Mistrz Świata Seniorów 2014)

## Sukcesy
- 2006 – II miejsce na Ogólnopolskiej Gimnazjadzie w Piłce Siatkowej (ZSG 2 Kęty)
- 2007 – IV miejsce w finale Mistrzostw Polski Kadetów  (Kęty)
- 2008 – VI miejsce w finale Mistrzostw Polski Juniorów Starszych (Częstochowa)
- 2009 – Mistrzostwo Polski na Ogólnopolskiej Licealiadzie Chłopców w Olsztynie (PZ 10 Kęty)
- 2010 – awans do II ligi mężczyzn
- 2011 - I miejsce w Międzynarodowym Turnieju Siatkarskim Beskidy
- 2011 – III miejsce w rozgrywkach II ligi (grupa 4.)
- 2012 - awans do I ligi mężczyzn
- 2013 - VIII miejsce w rozgrywkach I ligi
- 2013 - awans UMKS Kęczanin II Kęty (rezerwy) do II ligi
- 2015 - przekazanie licencji do gry w I lidze do KPS Kęty
- 2016 -  WiceMistrzostwo Polski na Ogólnopolskiej Licealiadzie Chłopców (PZ 10 Kęty)
- 2017 - awans UMKS Kęczanin Kęty do II ligi męskiej
- 2022 - awans UMKS Kęczanin Kęty do II ligi kobiet
- 2023 -  II miejsce na Ogólnopolskiej Gimnazjadzie w Piłce Siatkowej (ZSG 2 Kęty)
- 2023 - II miejsce na Ogólnopolskiej Licealiadzie Chłopców (PZ 10 Kęty)

## Kadra
- Trener: Maciej Gruszka
- Asystent trenera: Mateusz Błasiak

| Nr | Imię i nazwisko     | Pozycja      |
| -- | ------------------- | ------------ |
| 1  | Arkadiusz Błasiak   | rozgrywający |
| 3  | Kordian Szpyrka     | przyjmujący  |
| 4  | Daniel Żuchowski    | atakujący    |
| 5  | Igor Sablik         | środkowy     |
| 6  | Piotr Fenoszyn      | rozgrywający |
| 9  | Rafał Pochłopień    | przyjmujący  |
| 10 | Krzysztof Ferek     | atakujący    |
| 12 | Wojciech Gruszka    | przyjmujący  |
| 14 | Kamil Krupa         | środkowy     |
| 20 | Bartosz Skolimowski | środkowy     |
| 16 | Patryk Waloch       | libero       |